# Peter-Lukas Graf
Peter-Lukas Graf (født 5. januar 1929 i Zürich) er en schweizisk fløjtenist.
Graf studerede tværfløjte på Zürcher Hochschule der Künste i Zürich hos André Jaunet såvel som i Paris hos Marcel Moyse og Roger Cortet og fik ved Conservatoire de Paris førsteprisen som fløjtenist og diplom som dirigent. Siden 1973 har han været docent i fløjte ved Musik-Akademie der Stadt Basel og bor i Binningen. Han har undervist ved mange internationale mesterkurser og er ofte i juryen ved internationale musikkonkurrencer.